# Georg II. Xiphilinos
Georgios II. Xiphilinos († 7. Juli 1198) war Patriarch von Konstantinopel (1191–1198).

## Leben
Am 10. September 1191 wurde Georgios zum Patriarchen von Konstantinopel gewählt. Am 7. Juli 1198 starb er.